# The Blood of Yingzhou District
The Blood of Yingzhou District (颍州的孩子, Yǐngzhōu de Háizi) est un film documentaire sino-américain réalisé par Ruby Yang (en), sorti en 2006.
Il a remporté l'Oscar du meilleur court métrage documentaire en 2007.

## Synopsis
Le film décrit les conséquences du SIDA sur les orphelins du District de Yingzhou dans la province de l'Anhui en Chine. Leurs parents sont morts après avoir contracté la maladie lors de prélèvement de leur sang contre rémunération. Les enfants n'ont pas reçu de soins dans leur village car les habitants craignaient qu'ils soient contaminés.

## Fiche technique
- Titre : The Blood of Yingzhou District
- Réalisation : Ruby Yang
- Producteur : Thomas F. Lennon
- Société de distribution :  Smiley Film Sales
- Durée : 39 minutes

## Récompenses et distinctions
- 2007 : Oscar du meilleur court métrage documentaire

Le film a remporté 9 prix dans différents festivals, et a été nommé par l'International Documentary Association.